# 莫比爾縣
莫比爾縣（英語：Mobile County）是位於美国亚拉巴马州南部的一個縣，南臨墨西哥湾，面積4,258平方公里。根據2020年美國人口普查，共有人口41萬4,809人，縣治莫比爾（Mobile）。該縣成立於1812年12月18日。縣名來自當地一支名為「Maubila」的印第安人。本縣在2005年卡崔娜颶風吹襲下嚴重受損。